# Back for Good
Back for Good – siódmy album niemieckiej grupy muzycznej Modern Talking, wydany 30 marca 1998 roku, po reaktywacji zespołu.
Jest on pierwszym albumem nagranym po jedenastoletniej nieobecności zespołu na rynku muzycznym.
Album jest kolekcją ich największych przebojów. Zawiera 18 utworów:
- 11 remiksów największych przebojów
- 4 nowe utwory
- 2 utwory w wersji oryginalnej

Utwory były całkowicie inaczej zaaranżowane.
W 1998 roku album ustanowił rekord dla najszybciej sprzedającego się albumu w Niemczech. Po dziesięciu dniach od wydania płyty zostało sprzedanych około 700 tys. egzemplarzy, co dało 1. miejsce na niemieckiej liście przebojów wśród albumów, a cztery dni później został wyróżniony platyną. Rekord ten został później pobity przez inną produkcję Dietera Bohlena – Deutschland sucht den Superstar z płytą United.
Album został wydany przez wytwórnię BMG. Na świecie sprzedał się w ponad dziesięciomilionowym nakładzie. W Niemczech otrzymał status poczwórnej platynowej płyty, a w Polsce – platynowej płyty.

## Wyróżnienia
| Wyróżnienie                  | Państwo                                                                    |
| ---------------------------- | -------------------------------------------------------------------------- |
| Czterokrotna platynowa płyta | Niemcy                                                                     |
| Trzykrotna platynowa płyta   | Europa, Łotwa, Szwecja                                                     |
| Podwójna platynowa płyta     | Argentyna, Chile, Czechy, Malezja, Singapur, Szwajcaria, Węgry             |
| Platynowa płyta              | Austria, Belgia, Finlandia, Francja, Hiszpania, Norwegia, Polska, Słowacja |
| Złota płyta                  | Grecja, Holandia, RPA                                                      |

## Lista utworów
CD (74321 57358) (BMG)	30.03.1998
| Nr  | Tytuł                                                      | Długość |
| --- | ---------------------------------------------------------- | ------- |
| 1.  | „You’re My Heart, You’re My Soul (New Version)”            | 3:47    |
| 2.  | „Brother Louie (New Version)”                              | 3:36    |
| 3.  | „I Will Follow You (New Hit ’98)”                          | 3:56    |
| 4.  | „Cheri, Cheri Lady (New Version)”                          | 3:00    |
| 5.  | „You Can Win If You Want (New Version)”                    | 3:25    |
| 6.  | „Don’t Play With My Heart (New Hit ’98)”                   | 3:23    |
| 7.  | „Atlantis Is Calling (S.O.S. for Love) (New Version)”      | 3:20    |
| 8.  | „Geronimo’s Cadillac (New Version)”                        | 3:02    |
| 9.  | „Give Me Peace on Earth (New Version)”                     | 4:08    |
| 10. | „We Take the Chance (New Hit ’98)”                         | 3:59    |
| 11. | „Jet Airliner (New Version)”                               | 3:51    |
| 12. | „Lady Lai (New Version)”                                   | 4:56    |
| 13. | „Anything Is Possible (New Hit ’98)”                       | 3:36    |
| 14. | „In 100 Years (New Version)”                               | 3:53    |
| 15. | „Angie’s Heart (New Version)”                              | 3:53    |
| 16. | „You’re My Heart, You’re My Soul (Original No. 1 Mix ’84)” | 3:10    |
| 17. | „You Can Win If You Want (Original No. 1 Mix ’84)”         | 3:40    |
| 18. | „No. 1 Hit Medley”                                         | 7:03    |

## Listy przebojów (1998)
| Państwo    | Najwyższe miejsce |
| ---------- | ----------------- |
| Argentyna  | 1                 |
| Austria    | 1                 |
| Belgia     | 2                 |
| Chorwacja  | 1                 |
| Czechy     | 1                 |
| Dania      | 2                 |
| Estonia    | 1                 |
| Finlandia  | 1                 |
| Francja    | 2                 |
| Grecja     | 1                 |
| Hiszpania  | 6                 |
| Holandia   | 3                 |
| Izrael     | 15                |
| Malezja    | 1                 |
| Niemcy     | 1                 |
| Norwegia   | 1                 |
| Polska     | 1                 |
| Portugalia | 7                 |
| RPA        | 1                 |
| Słowacja   | 1                 |
| Szwajcaria | 1                 |
| Szwecja    | 1                 |
| Tajwan     | 4                 |
| Turcja     | 1                 |
| Węgry      | 1                 |
| Włochy     | 9                 |

## Twórcy
- Muzyka: Dieter Bohlen
- Autor tekstów: Dieter Bohlen
- Wokalista: Thomas Anders, Rolf Köhler, Detlef Wiedeke, Michael Scholz
- Producent: Dieter Bohlen
- Aranżacja: Dieter Bohlen, Amadeus Crotti i Lalo Titenkov
- Współproducent: Luis Rodriguez